# Kostandin Çekrezi
Kostandin Anastas Çekrezi (ang. Constantine Anastasi Chekrezi), znany też jako Kosta (Costa) Çekrezi lub Constantine Chekrezi (ur. 31 marca 1892 we wsi Ziçisht, zm. 10 stycznia 1959 w Bostonie) – albański historyk, ambasador Królestwa Albanii w Stanach Zjednoczonych w latach 1920–1922.

## Życiorys
Kostandin Çekrezi ukończył pięcioletnią szkołę w swojej rodzinnej wsi, Ziçishcie, a 12 czerwca 1910 ukończył gimnazjum w Korczy. Wykazywał się bardzo dobrą znajomością przedmiotów szkolnych. Następnie przez rok uczęszczał do tureckiej szkoły prawniczej w Salonikach, jednak opuścił ją w 1914 z powodu wybuchu I wojny światowej.

### Działalność w USA
W roku 1915 wyemigrował do Stanów Zjednoczonych, gdzie został redaktorem naczelnym albańskojęzycznej gazety „Dielli”, którą prowadził w Bostonie do 1919 roku. Wydawał również miesięcznik „Illyria” i w międzyczasie studiował ekonomię, administrację i anglistykę na Uniwersytecie Harvarda.
17 czerwca 1918 uzyskał tytuł Bachelor of Arts.
W latach 1920–1922 pełnił funkcję ambasadora Albanii w USA. Po zakończonej misji dyplomatycznej był profesorem historii na Uniwersytecie Waszyngtońskim lub na Uniwersytecie Columbia.
W 1923 opublikował słownik angielsko-albański.

### Działalność w Albanii
W lipcu 1925 wrócił do Albanii, gdzie ostro krytykował nowego króla, Ahmeda Zogu, za nawiązanie stosunków Albanii z Królestwem SHS. W Albanii prowadził gazety „Telegraf” i „Ora” do 1932 roku, jednak ich działalność zakończyła się po skazaniu Çekreziego na rok więzienia za krytyczną postawę wobec króla.
Na początku lat 30. próbował obalić władzę w Albanii, co zakończyło się niepowodzeniem. Wraz ze swoimi współtowarzyszami, Musą Kranją i Xhevahirem Arapim, został zaocznie skazany na karę śmierci.

### Działalność podczas II wojny światowej
Po nieudanych próbach obalenia albańskiej władzy uciekł do Francji, gdzie próbował utworzyć Organizację Albańczyków na Emigracji. Został jednak aresztowany przez rząd francuski i osadzony w obozie internowania Le Vernet, który po upadku Francji znalazł się w granicach Francji Vichy i został przemianowany na obóz koncentracyjny, z którego uciekł 27 października 1941 roku.
Po samouwolnieniu ponownie wyemigrował do USA, gdzie 28 grudnia 1941 roku założył organizację Wolna Albania i został wybrany na kandydata na prezydenta Albanii na uchodźstwie. Starał się utrzymywać kontakty z aliantami. W 1945 roku zakończył działalność w organizacji Wolna Albania.
Zmarł 10 stycznia 1959 roku w Bostonie. Podczas ceremonii pogrzebowej Fan Noli nazwał Çekreziego mężem stanu, który przez całe życie walczył za swój naród, ale jako syn narodu albańskiego zmarł w ubóstwie.